# Tanore
Tanore è un sottodistretto (upazila) del Bangladesh situato nel distretto di Rajshahi, divisione di Rajshahi. Si estende su una superficie di 295,40 km² e conta una popolazione di 191.330  abitanti (censimento 2011).